# Дорога на Рюбецаль (фильм)
«Дорога на Рюбецаль» — советская военная кинодрама по одноимённому роману Ирины Гуро.

## Сюжет
Немецкий антифашист Макс в 1939 году эмигрировал в СССР. В годы Великой Отечественной войны он сражался в советском партизанском отряде и погиб, выполняя ответственное задание. Его соратница по партизанской борьбе Людмила через много лет смогла осуществить их общую мечту — подняться на вершину горы Рюбецаль.

## В ролях
- Любовь Румянцева — Людмила Чернова, «Черныш» (озвучивала Тамара Сёмина)
- Ауримас Бабкаускас — Николай Петров, Макс
- Алексей Эйбоженко — «Дед», командир партизанского отряда
- Валентин Смирнитский — Бельченко, «Бельчик» (озвучил Олег Даль)
- Елена Королёва — Жанна, связная-подпольщица
- Людмила Гурченко — Шура Соловьёва
- Ингрида Андриня — Анне-Мари
- Валентин Гафт — Апанасенко, Митя Мельников
- Любовь Соколова — Софья Михайловна, мать Жанны
- Наталия Четверикова — Манечка, юная партизанка
- Виктор Семёновский — Голубев

## Озвучивание
- Тамара Сёмина — Людмила Чернова, «Черныш»
- Игорь Ефимов — генерал Захар Иванович, начальник разведки
- Михаил Кононов — Петряев, «Петряй»
- Олег Даль — Бельченко, «Бельчик»
- Гелена Ивлиева — Дуся

## Съёмочная группа
- Авторы сценария — Иосиф Ольшанский и Нина Руднева (по одноимённому роману Ирины Гуро)
- Режиссёр-постановщик — Адольф Бергункер
- Главный оператор: Олег Куховаренко
- Художник: Виктор Волин
- Композитор — Владислав Кладницкий
- Текст песен — Виссарион Саянов